# Шкло (річка)
Шкло (Скло) — річка в Україні (в межах Яворівського району Львівської області) та Польщі. Права притока Сяну (басейн Вісли).

## Опис
Довжина 76 км, площа басейну 863 км². Долина річки поступово розширяється від 0,5—0,8 км до 1,5 км. Заплава у середній та нижній течії місцями заболочена. Річище помірно звивисте, завширшки переважно 8—10 м, глибина річки 0,5—1 м (у межах України). Похил річки 1,2 м/км.

## Розташування
Бере початок на північній околиці міста Новояворівська, неподалік від південно-західних схилів Розточчя. Протікає зі сходу на захід у межах Надсянської низовини. Польсько-український кордон перетинає біля (північніше) смт Краковця. Впадає в Сян на північ від міста Радимно.
Основні притоки: Терешка, Ретичин, Гатка (праві); Гноєнець, Віжомля (ліві).
На Шклі споруджено кілька водоймищ, є чимало ставків. Над річкою розташоване селище Шкло і місто Яворів.